# محطة أوسمان سان لازار
محطة أوسمان سان لازار (بالفرنسية: Gare d'Haussmann - Saint-Lazare)، هي محطة للسكك الحديدية الفرنسية، وتقع في الدائرة التاسعة في باريس. وهي جزء من الخط E للشبكة الجهوية السريعة في إيل دو فرانس.